# Moltiplicazione dei pani e dei pesci (Sogliani)
La Moltiplicazione dei pani e dei pesci (inglese: Multiplication of the Loaves and Fishes ) è un disegno - carboncino nero, con lumi di biacca, quadrettato, su carta preparata - di Giovanni Antonio Sogliani (1492-1544).

## Storia e descrizione
Sogliani aveva ricevuto l'incarico di dipingere ad affresco una parete del grande refettorio del convento di San Marco, a Firenze. Secondo Giorgio Vasari, Sogliani presentò un disegno del miracolo della Moltiplicazione dei pani e dei pesci, ma i frati non ne furono soddisfatti. Sogliani ripiegò dunque su un soggetto diverso e dipinse, nel 1536, La mensa di San Domenico, che è considerato il suo capolavoro.
San Domenico prega, circondato a tavola dai suoi frati, mentre due angeli portano il pane. Il disegno, che mostra una composizione più libera e ariosa, forse avrebbe dato origine ad un affresco di qualità superiore.
Questo disegno faceva parte di una collezione di 88 disegni, incollati nel Seicento sulle pagine di un taccuino, da cui furono nel 1953 estratti, per essere restaurati, garantendo loro una migliore conservazione e liberando la parte non visibile dei fogli.
Al Gabinetto di Disegni e Stampe degli Uffizi si conserva un altro disegno di Sogliani, sullo stesso soggetto, già attribuito al Pontormo e che risente dello stile di Rosso Fiorentino.